# Adicta
Adicta es una banda argentina de pop fundada en el año 1999 en la ciudad de La Plata. Su estilo incluye elementos de rock, electropop y música electrónica, y se destaca por la melancolía en música y textos.

## Historia
La banda fue fundada por el cantante Adrián Nievas (apodado Toto), Fabio "Rey" Pastrello y Rudie Martínez en el año 1999. Estos dos últimos integrantes venían de un fugaz proyecto llamado San Martín Vampire. Su álbum debut Shh (2000) recibió elogios de la edición argentina de la revista Rolling Stone, que lo proclamó mejor álbum del año, y se convirtió en un éxito comercial y artístico. El año siguiente publicaron el sencillo Poco a poco.
En 2003 publicaron el álbum Miedo que contenía al mayor éxito de la banda, Tu Mal. Esta canción fue publicada en una versión alternativa en un EP en 2004. En el mismo año cambió la composición de la banda, añadiéndose Julián Fraus (guitarra), Mariano López (bajo) y Sergio Sotomayor (batería).
El año 2005 los consolidó en popularidad. Lanzaron Día de la fiebre con la producción de Tweety González; y dentro de los invitados destacados se encuentra Celeste Carballo en el tema "Allí estaré". La presentación oficial fue en el teatro Broadway y luego participaron, a lo largo del año, de todos los grandes festivales: Pepsi Music, Personal Fest y Creamfields. En noviembre se incorporó el bajista Diego Rodríguez.
El 30 de junio de 2006 se presentaron en el Teatro de Colegiales, donde grabaron su primer DVD en vivo. El segundo EP de la banda vio la luz el 21 de diciembre y se llamó Dosis; el mismo cuenta con cuatro temas: "Día de la fiebre" (originalmente compuesto para el disco homónimo pero reservado para presentar en este EP), "Distracción", "Dosis" e "Inexplicable" (versión acústica especialmente grabada para este EP). La presentación oficial coincidió con el cierre del año y se hizo en el Teatro Colegiales junto a Proyecto Verona.
El comienzo de 2007 encontró a Adicta nuevamente en los escenarios grandes, presentándose el 13 de enero en el Planetario, en un show gratuito ante 5000 personas a cargo del gobierno de la Ciudad de Buenos Aires. También estuvieron presentes en la sexta edición de un festival electro-pop realizado en la provincia de Tucumán.
Durante el año 2008 Adicta editó "Cátedras" es el cuarto álbum, en formato doble (llamados Capítulo I y Capítulo II). La producción artística estuvo a cargo de Rudie Martínez y se sumó al equipo Alfredo Calvello, quien fuera también el productor del álbum debut del grupo. Es para resaltar la incorporación de instrumentos acústicos nunca antes usados por Adicta como flauta traversa, chelo y piano, entre otros. El primer corte y video es "Hablando al vacío". Este muestra la banda madura, tanto en su ejecución como en su composición. El disco ha obtenido excelentes reseñas en todos los medios argentinos. 
En el año 2009 Adicta lanza la edición de un nuevo disco con viejas y nuevas canciones: Adictism no es un disco de remixes, es un disco de versiones, temas nuevos, la versión completa de Esquimal y un cover. Los temas versionados están íntegramente grabados, programados y producidos de nuevo.
Para conmemorar su década de existencia sacan Una Década, un compilado de 20 canciones en donde se reversionan, mezclan y remasterizan algunos temas y se incluyen tres nuevos.
En la madrugada del domingo 24 de mayo de 2015 es encontrado sin vida el cuerpo de Adrian "Toto" Nievas. El cantante se habría suicidado.
Rudie rearmó la banda en 2018, con una nueva formación: Haien Qiu (voz) y Jerónimo Romero (voz), Alejo Kaufmann (teclados), Joaquín Franco (batería) y Diego Rodríguez (bajo). Así realizaron algunos shows antes de editar "Ruido negro", un simple grabado en Estudios Bacanal y masterizado en Abbey Road por Frank Arkwright, que incluye también una versión en vivo de "Común".
A finales de 2022, la banda anunció la preparación de material nuevo, del cual adelantaron canciones en febrero de 2023 con una nueva formación compuesta por Rudie Martínez, Joaquín Franco y sumando a Bide en voz y teclados y Germán Moreno en bajo. El disco fue formalmente anunciado en redes en abril, con el título "Coma", presentando el arte de tapa y estableciendo el 12 de mayo como fecha de salida.
Luego del lanzamiento del nuevo álbum, la banda se presentó en diferentes escenarios, llegando interpretar la totalidad de "Coma" y sumando en vivo una versión de la canción "Tomo Lo Que Encuentro", de la banda Virus.

## Discografía
- Shh (2000)
- Poco a Poco (sencillo) (2001)
- Miedo (2003)
- Tu Mal (EP) (2003)
- Día de la Fiebre (2005)
- Dosis? (EP) (2006)
- Cátedras I (2008)
- Cátedras II (2008)
- Adictism (2009)
- Una Década (2010)
- Coma (2023)